# Big Town Ideas
Big Town Ideas er en amerikansk stumfilm fra 1921 af Carl Harbaugh.

## Medvirkende
- Eileen Percy som Fan Tilden
- Kenneth Gibson som Alan Dix
- James Parrott som Spick Sprague
- Lon Poff
- Laura La Plante som Molly Dorn
- Leo Sulky som George Small
- Harry DeRoy
- Lefty James som Warden
- Lawrence A. Bowes
- Paul Kamp
- Paul Cazeneuve
- Clarence Wilson
- Jess Aldridge